# Ageneiosus marmoratus
Ageneiosus marmoratus är en fiskart som beskrevs av Eigenmann 1912. Ageneiosus marmoratus ingår i släktet Ageneiosus och familjen Auchenipteridae. Inga underarter finns listade i Catalogue of Life.